# カムチャッカオオヒグマ
カムチャツカオオヒグマ (Ursus arctos piscator )は食肉目クマ科に属するヒグマの亜種の1つ。

## 概要
ロシアのカムチャツカ半島に生息していたが、1920年に絶滅した。体重は最大で655.2kgのものもいたとされ、ヒグマの中でも最大級の亜種であった。雑食性。魚を追っているうちに河口で漁網にかかったり、網から魚を取ることもあったという。
先住民コリャーク人は食用、薬用（心臓を薬の材料としていた）、そして毛皮をとるためにクマ狩りをしており、アイヌ人のイヨマンテに相当する熊祭りの風習があった。しかし、人間の狩りがカムチャツカオオヒグマの絶滅につながったのは17世紀半ばにロシア人が東進してきてからの毛皮目当ての乱獲が大きな要因である。冬眠中でもお構いなしに狩りは行われたので、クマの数はみるみる減少していった。1920年に狩られた一頭を最後として、カムチャツカオオヒグマは絶滅したとされる。